# Abdolhosein Teymurtash
Abdolhosein Teymurtash (persiska: عبدالحسین تیمورتاش), född 25 september 1883 i Nardin i Mayamey, Persien, död 3 oktober 1933 i Teheran, Persien, var en inflytelserik iransk officer och statsman som under sju år tjänstgjorde som den första hovministern under Reza Pahlavi, Pahlavidynastins grundare. Han var en av landets mäktigaste personer under sin tid vid ämbetet och hade överhuvudtaget en betydande roll för framväxten av det moderna Iran under 1900-talets första hälft.

## Tidig karriär under qajarerna
Abdolhosein Teymurtash föddes 1883 i en framstående familj i Nardin, en by som vid tidpunkten tillhörde provinsen Khorasan. Hans far, Karimdad Khan Nardini (titulerad Mo'azzezol-Molk), var en stor jordägare i trakten med omfattande markinnehav i hela provinsen, vilken gränsade i norr till det dåvarande Kejsardömet Ryssland. Vid 11 års ålder skickades sonen till den ryska huvudstaden Sankt Petersburg för utbildning. Han skrevs in som kavallerikadett vid Nikolajs Kejserliga Militärakademi, som fungerade som en militärhögskola för den ryska aristokratins söner. Skolans läroplan dominerades huvudsakligen av militära och administrativa ämnen. I Sankt Petersburg lärde han sig flytande ryska, franska och tyska. Hans elva år långa vistelse i Ryssland ledde också till att han utvecklade en livslång passion för rysk och fransk litteratur, vilket ledde till att han blev den förste som översatte Michail Lermontov och Ivan Turgenevs litterära verk till persiska när han återvände till Iran. 
1907 gjorde Teymurtash ett besök i Sverige tillsammans med två andra iranska kavalleriofficerare.

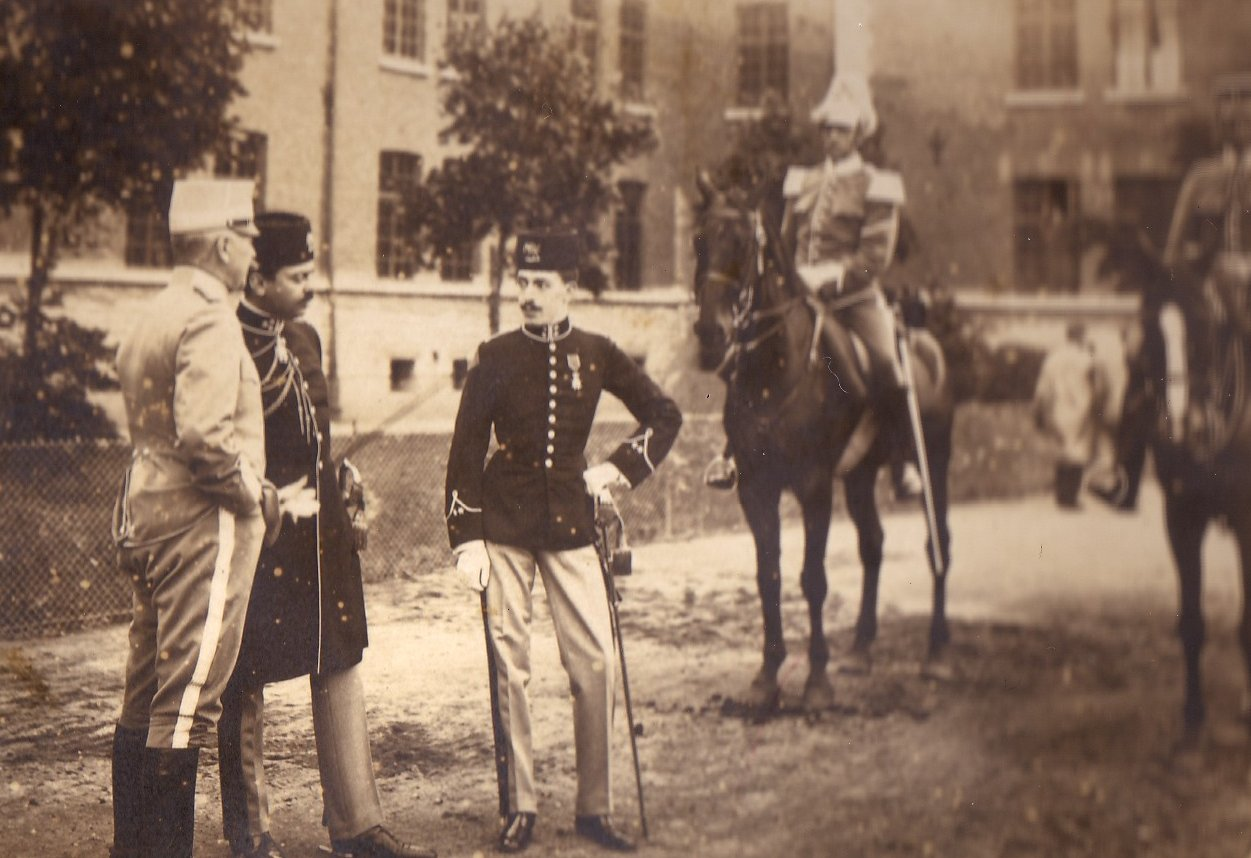
Teymurtash (i mitten i bild) på Sverigebesök 1907.

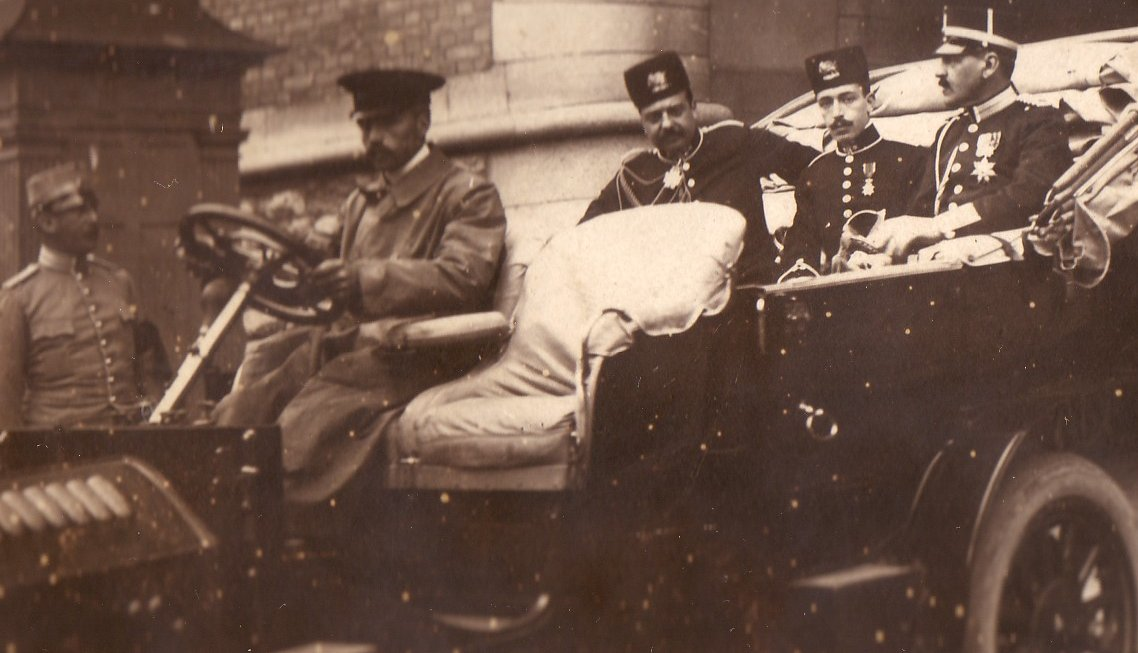
Teymurtash (i mitten i bakre sätet) på Sverigebesök 1907.

Vid återkomsten till Iran fick Teymurtash anställning vid utrikesministeriet och gifte sig med den qajariska prinsessan Sorour Saltane. Han var en stark förespråkare av konstitutionalism och tog aktiv del i den iranska konstitutionella revolutionen. Abdolhosein Teymurtash tjänstgjorde fem gånger som ledamot i Irans parlament (majles): 1909–1911, 1914–1915, 1921–1923, 1924–1926 och 1926–1928. Han var dessutom guvernör i provinsen Gilan 1919–1920 och guvernör i provinsen Kerman 1923–1924. Under sin tid som guvernör i Gilan utbröt ett uppror lett av den socialistiske upprorsledaren Mirza Kuchak Khan med aktivt stöd från Sovjetunionen som han bidrog till att slå ner. 
Teymurtash motsatte sig hårdnackat det det anglo-persiska avtalet 1919 som utfärdats av Lord Curzon, det Brittiska imperiets utrikesminister, och berörde Anglo-Persian Oil Companys rättigheter i landet. Genom Teymurtashs insatser godkändes avtalet aldrig i det iranska parlamentet. 
1921 skedde en statskupp i Teheran ledd av journalisten och politikern Zia od-din Tabatabai och kosackofficeren Reza Khan. Teymurtash medverkade i kuppen som planerades i hans egen bostad.
Under slutet av qajarkungen Ahmad Shah Mirzas styre tjänstgjorde Teymurtash som justitieminister 1922 i Hasan Pir-Nias regering och som handelsminister 1923–1925 i Reza Khans regering. 1924 lät han införa en skatt på te och socker för att finansiera byggandet av den transiranska järnvägen, ett projekt som slutligen slutfördes på tolv år. De ekonomiska fördelarna med detta finansieringssystem gjorde det möjligt för Iran att slutföra byggandet av järnvägen genom att helt förlita sig på inhemskt kapital.

## Under Pahlavidynastin

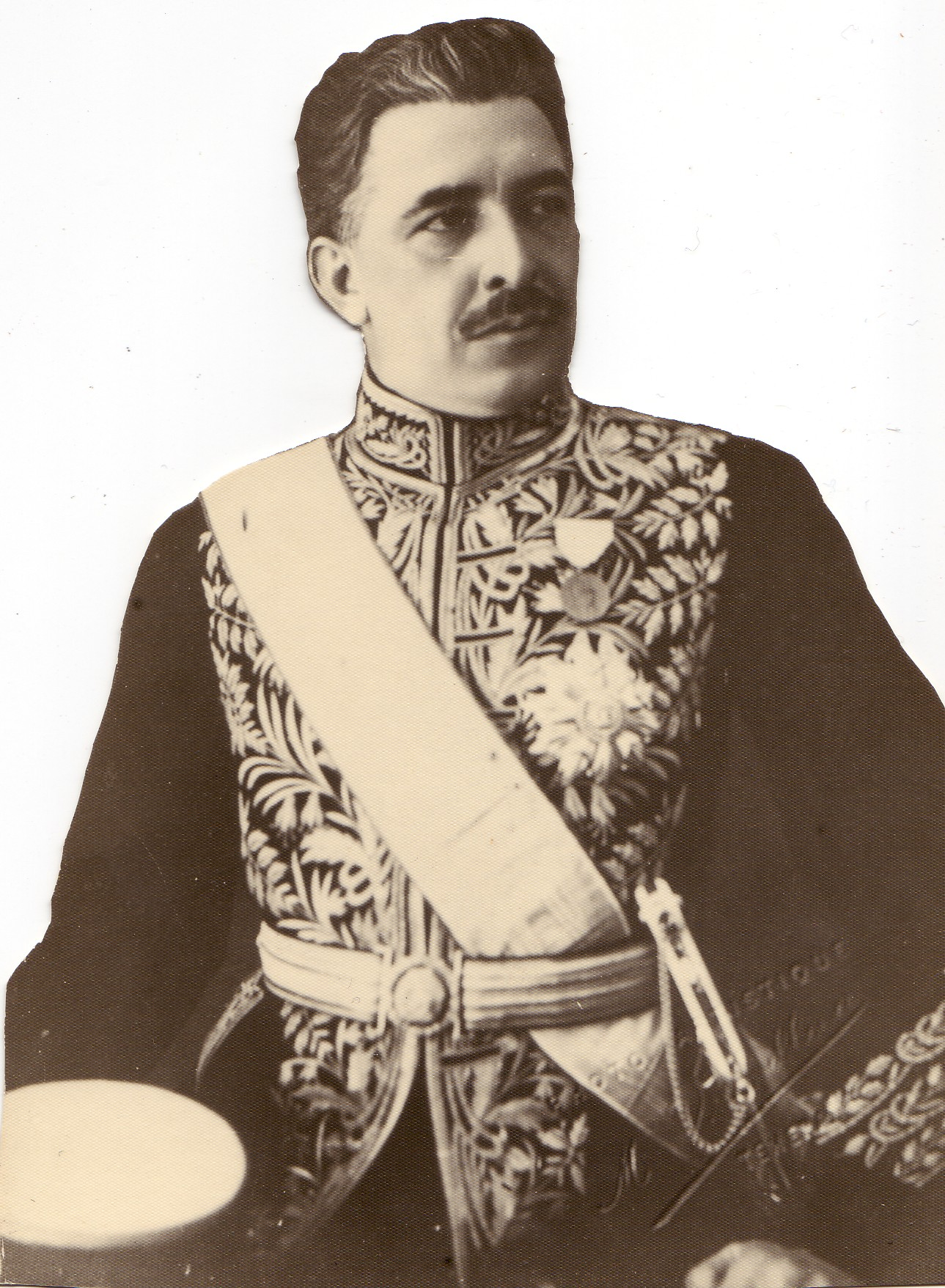
Teymurtash i officiell hovdräkt, 1920-talets slut.

Teymurtash stödde Reza Khans väg till makten och kommer därför under hela sitt liv att anlitas som rådgivare av den blivande shahen. Han hade en viktig roll i övergången från qajarerna till Pahlavidynastin genom sitt arbete i parlamentet (tillsammans med Ali Akbar Davar) för att trygga Reza Khans utnämnande till krigsminister och sedan till shah. Efter Reza Pahlavis kröning utnämndes han till hovminister 1925. I egenskap av hovminister (en post som närmast liknade den tidigare storvesirens) hade han ett stort inflytande över landets politik och samhällsutveckling. Reza Pahlavi hade enormt förtroende för Teymurtash vilket avspeglas i hans berömda yttrande:
| ”              | Teymurtashs ord är mitt ord | „ |
| – Reza Pahlavi |                             |   |

Bland de första saker som Teymurtash gjorde efter att han tillträtt som hovminister var att resa till Sovjetunionen 1926 på ett två månaders besök. Länderna antog ett antal kommersiella överenskommelser, vilket bidrog till att Storbritannien inte kunde dominera Irans ekonomi som tidigare. Teymurtash arbetade också ihärdigt för att främja de ekonomiska banden till andra industriländer, såsom USA och Tyskland. 1927 grundade han det socialt progressiva nationalistpartiet Iran-e Nou (Nya Iran), vilket hade som målsättning att bekämpa politiska fraktioner som motverkade statens moderna och sekulära reformprogram. Partiet blev kortlivat men han förblev en intellektuell ledare för iranska reformister ända fram till sin död.
1929 gav Teymurtash i officiellt uppdrag till Isa Sadiq att utarbeta en plan för grundandet av landets första moderna universitet, vilket fem år senare ledde till inrättandet av Teherans universitet.
I de långvariga förhandlingarna med Anglo-Persian Oil Company som ägde rum i Teheran, Lausanne, London och Paris mellan Teymurtash och oljebolagets ordförande, John Cadman, åren 1928 till 1932, krävde Iran en revidering av villkoren för att landet skulle beviljas 25 % av bolagets totala andelar. När förhandlingarna gick i stöpet ingrep Reza Pahlavi. Den iranska regeringen meddelade bolaget att den ämnade avbryta förhandlingarna ifall inte petroleumkoncessionen från William Knox D'Arcy upphävdes. 1933 avskedade Reza Pahlavi Teymurtash efter att förhandlingarna helt brutit samman. Han arresterades och det ryktades om att han inlett hemliga förhandlingar med Anglo-Persian Oil Company men den verkliga anledningen var förmodligen brittiska påtryckningar på den iranska regeringen. I så fall blev han syndabock för de urartade bilaterala relationerna mellan Iran och Storbritannien. Teymurtashs hälsa försämrades i Qasr-fängelset där han avled i oktober 1933.

## Kulturella insatser

Teymurtashs bostad i Teheran (numera Krigsmuseet i Teheran)

Under 1920-talet ägnade Teymurtash, vid sidan av sina olika politiska engagemang, mycket tid åt sina litterära och kulturella intressen. Han hade långvariga vänskapsband med åtskilliga av Irans ledande intellektuella och författare. Han invaldes i redaktionen för den litterära tidskriften Dāneshkadeh ("Kunskapshuset") som grundats av Mohammad Taqi Bahar. Han bidrog regelbundet med egna artiklar till tidskriften och översatte också essäer från europeiska språk. 
I egenskap av hovminister säkrade han statliga medel som tillät litteraturvetaren Mohammad Qazvini att genomföra ett storskaligt projekt för att kartlägga och kopiera persiska handskrifter i europeiska bibliotekssamlingar. Qazvini tillbringade flera år vid bibliotek i London, Paris, Leningrad, Berlin och Kairo där han katalogiserade och kopierade sällsynta persiska manuskript som han skickade till Teheran och gjorde tillgängliga för iranska forskare.
Teymurtash var en av grundarna av Irans Nationella kulturarvsorganisation som hade som syfte att stödja arkeologisk verksamhet, att bygga mausoleer för att hedra landets klassiska kulturpersonligheter och att grunda museer och bibliotek. Han gav också stöd till och skydd åt utsatta författare, däribland Ahmad Kasravi (som förföljdes av islamister) och Mohammad Farrokhi Yazdi (som kunde återvända från sin landsflykt i Tyskland), så att de tryggt kunde ägna sig åt sina författarskap i Iran.